# 埃斯佩朗斯岩

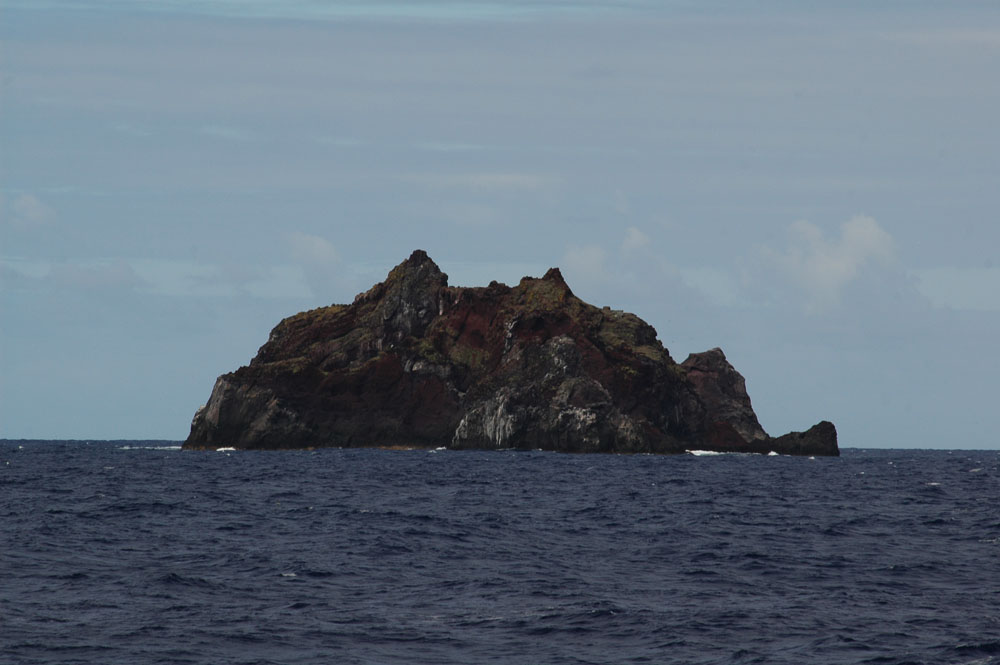

31°26′S 178°54′W / 31.433°S 178.900°W
埃斯佩朗斯岩（英語：L'Esperance Rock）是新西蘭的島嶼，位於柯蒂斯島以南80公里太平洋海域，屬於克馬得群島的一部分，面積0.05平方公里，最高點海拔高度70米，島上無人居住。